# Kotkowo (Kętrzyn)
Kotkowo (deutsch Kotittlack) ist ein Ort in der polnischen Woiwodschaft Ermland-Masuren. Er gehört zur Gmina Kętrzyn (Landgemeinde Rastenburg) im Powiat Kętrzyński (Kreis Rastenburg).

## Geographische Lage
Kotkowo liegt in der nördlichen Mitte der Woiwodschaft Ermland-Masuren, sechs Kilometer westlich der Kreisstadt Kętrzyn (deutsch Rastenburg).

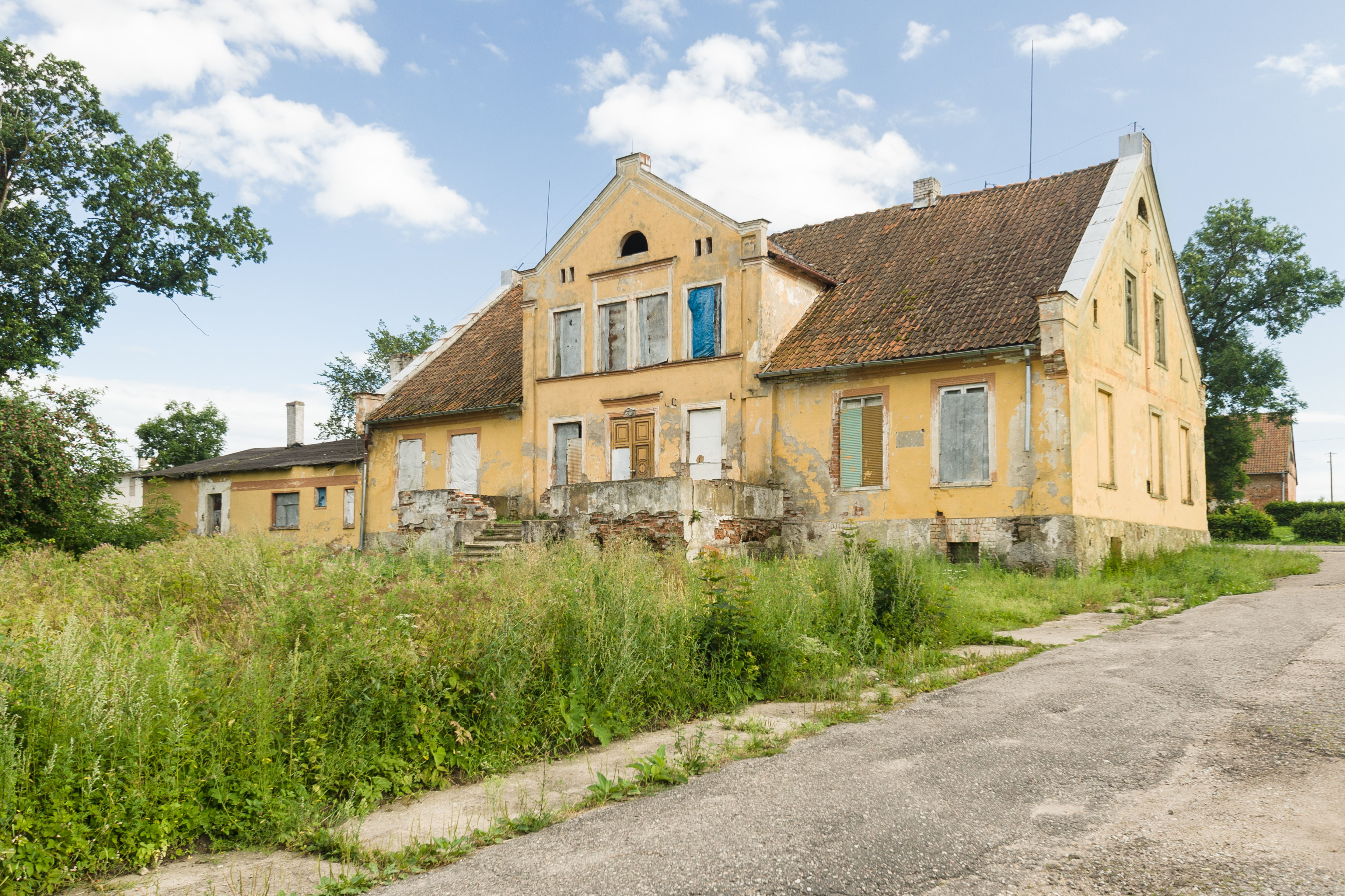
Das ehemalige Gutshaus Kotittlack in Kotkowo

|  |

## Geschichte
Das kleine – später mit einem großen Park umgebene – Gut Kuttitlack, um 1785 Adlig Kotittlack genannt, wurde 1397 nach Magdeburger Recht gegründet. 1785 galt es als adliges Vorwerk mit neun Feuerstellen, 1820 waren es acht Feuerstellen bei 63 Einwohnern.
Am 24. Januar 1887 wurde aus dem Gut Kotittlack, das zum Gutsbezirk Schrengen (polnisch Linkowo) gehörte, der eigenständige Gutsbezirk Kotittlack gebildet und in den Amtsbezirk Jeesau (polnisch Jeżewo) im ostpreußischen Kreis Rastenburg eingegliedert. 1885 zählte Kotittlack 173 Einwohner, im Jahre 1910 waren es 140.
Am 30. September 1928 wurde aus dem Gutsbezirk Kotittlack und dem zum Amtsbezirk Weitzdorf (polnisch Grabno) gehörenden Nachbargutsbezirk Prömbock (polnisch Porębek) die neue Landgemeinde Kotittlack gebildet. Sie wurde am 23. Mai 1929 (zusätzlich am 14. Juli 1931) aus dem Amtsbezirk Jeesau in den Amtsbezirk Weitzdorf umgegliedert, der seinerseits am 22. Juni 1929 in „Amtsbezirk Groß Neuhof“ (polnisch Biedaszki) umbenannt wurde.
Die Einwohnerzahlen der Gemeinde Kotittlack, zu der auch Prömbock (polnisch Porębek) und Schäferei (Owczarki) gehörten, beliefen sich 1933 auf 212 und 1939 auf 198.
Als in Kriegsfolge das gesamte südliche Ostpreußen 1945 an Polen abgetreten wurde, erhielt Kotittlack die polnische Namensform „Kotkowo“. Das Dorf ist heute eine Ortschaft im Verbund der Landgemeinde Kętrzyn (Rastenburg) im Powiat Kętrzyński (Kreis Rastenburg), von 1975 bis 1998 der Woiwodschaft Olsztyn, seither der Woiwodschaft Ermland-Masuren zugehörig.

## Kirche

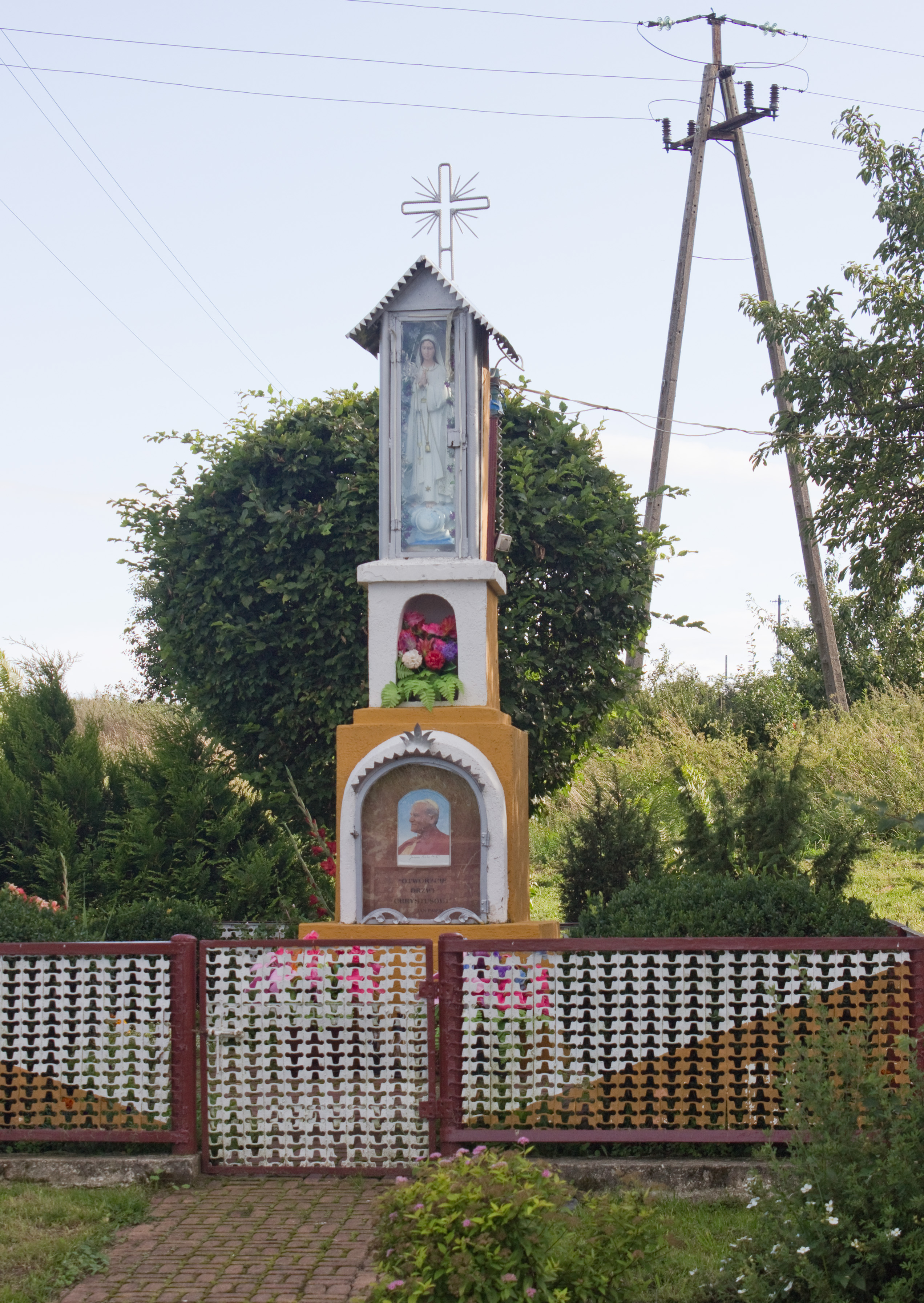
Bildstock in Kotkowo

Bis 1945 war Kotittlack in die evangelische Pfarrkirche Rastenburg in der Kirchenprovinz Ostpreußen der Kirche der Altpreußischen Union, außerdem in die römisch-katholische Kirche St. Katharina Rastenburg im Bistum Ermland eingegliedert.
Katholischerseits gehört Kotkowo weiterhin zur Kirche Kętrzyn, die jetzt dem Erzbistum Ermland zugeordnet ist. Evangelischerseits ist Kotkowo zur Kętrzyner Johanneskirche hin orientiert. Sie gehört zur Diözese Masuren der Evangelisch-Augsburgischen Kirche in Polen.

## Verkehr
Kotkowo ist von der Woiwodschaftsstraße 594 sowohl von Biedaszki (Groß Neuhof) als auch von Pudwągi (Posewangen) aus auf direktem Wege zu erreichen. Die nächste Bahnstation ist – seit 1972 – Linkowo (Schrengen) und liegt an der zur Zeit erst ab Korsze (Korschen) befahrenen Bahnstrecke Głomno–Białystok.